# Sultanbeyli Belediyespor
Sultanbeyli Belediyespor ist ein türkischer Fußballverein aus dem Istanbuler Stadtteil Sultanbeyli. Der Verein wurde 1986 als Sportverein der örtlichen der Stadtverwaltung gegründet und hat die Vereinsfarben blau-orange. Im Sommer 2015 erreichte der Verein den Aufstieg in die TFF 3. Lig, in die die vierthöchste Spielklasse, und damit die erste Teilnahme am türkischen Profifußball.

## Geschichte
Der Verein wurde 1986 nach den Bemühungen von einigen Bezirksnotablen und Jugendlichen unter dem Namen Sultanbeyli Belediyespor gegründet. Nach der Vereinsgründung spielte der Klub in den regionalen Amateurligen. In der Spielzeit 2014/15 beendete der Verein die Spielzeit der Bölgesel Amatör Lig, der fünfthöchsten türkischen Liga im Allgemeinen und der höchsten türkischen Amateurliga im Speziellen, als Meister und stieg das erste Mal in seiner Vereinsgeschichte in die TFF 3. Lig, in die niedrigste türkische Profiliga, auf.

## Erfolge
- Meister der BAL und Aufstieg in die TFF 3. Lig: 2014/15

## Ligazugehörigkeit
- 4. Liga: Seit 2015
- Amateurligen: bis 2015